# Marlies Dumbsky

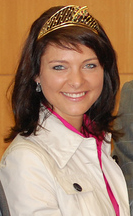
Marlies Dumbsky (2009)

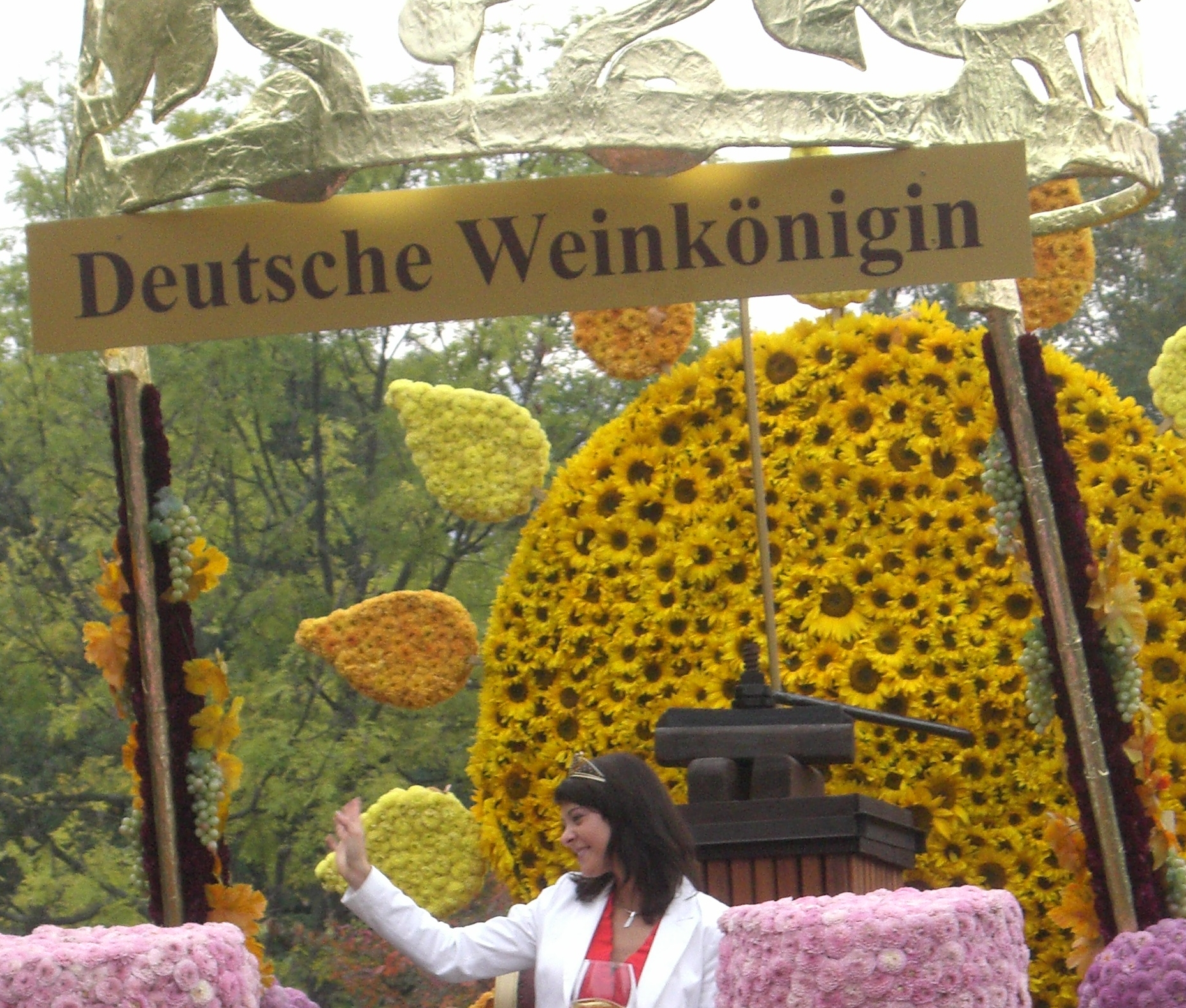
Marlies Dumbsky beim Neustadter Winzerfestzug 2008

Marlies Dumbsky  (* 20. Oktober 1985 in Volkach) aus dem Weinbaugebiet Franken war die Deutsche Weinkönigin 2008/09. Sie wurde am 10. Oktober 2008 in Neustadt an der Weinstraße als Nachfolgerin von Evelyn Schmidt aus  Radebeul in Sachsen zur 60. Deutschen Weinkönigin gewählt.

## Leben
Marlies Dumbsky stammt aus einer fränkischen Winzerfamilie, die seit 1837 Weinbau betreibt. Von  2004 bis 2006 war sie zunächst in ihrem Heimatort lokale Weinprinzessin. Im März 2008 wurde sie zur 53. Fränkischen Weinkönigin und noch im selben Jahr zur 60. Deutschen Weinkönigin gewählt. Sie ist gelernte Winzerin und ausgebildete „Gästeführerin Weinerlebnis Franken“ und spricht mehrere Sprachen, neben ihrer Muttersprache Deutsch auch Englisch, Französisch und Spanisch. Dumbsky fährt in ihrer Freizeit Motorrad. 
Ein Studium der Medien- und Kommunikationswissenschaften in Erfurt schloss sie 2012 mit einem Bachelor ab.
Seit 1. Januar 2016 ist sie als Pressereferentin in der Pressestelle der Fraktion von Bündnis 90/Die Grünen im Bayerischen Landtag tätig. Seit Mai 2020 sitzt sie für die Grünen im Volkacher Stadtrat.